# Suối Dộc Công
Phụ lưu số 8 (Suối Dộc Công) là một con sông đổ ra Sông Bùi. Sông có chiều dài 12 km và diện tích lưu vực là 12 km². Phụ lưu số 8 (Suối Dộc Công) chảy qua các tỉnh Hà Nội, Hoà Bình.